# Borner
Borner ist ein Ort von 106 Ortschaften der Gemeinde Reichshof im Oberbergischen Kreis im nordrhein-westfälischen Regierungsbezirk Köln in Deutschland.

## Lage und Beschreibung
Die nächstgelegenen Zentren sind Gummersbach (27 km nordwestlich), Köln (64 km westlich) und Siegen (36 km südöstlich).

## Geschichte
1575 wurde der Ort das erste Mal urkundlich erwähnt und zwar „Ort in der Karte des bergischen Amtes Windeck und der Herrschaft Homburg von Arnold Mercator.“
Schreibweise der Erstnennung: Zum Born
| Bevölkerungsentwicklung | Bevölkerungsentwicklung |
| Jahr                    | Einwohner               |
| ----------------------- | ----------------------- |
| 1991                    | 38                      |
| 2005                    | 35                      |
| 2008                    | 29                      |
| 2010                    | 27                      |
| 2017                    | 24                      |
| 2018                    | 25                      |
| 2019                    | 25                      |

## Busverbindungen
Borner ist mit der Linie 303 (Gummersbach-Waldbröl) erreichbar. 
In Richtung Waldbröl dauert die Fahrt rund 20, in Richtung Gummersbach-Bahnhof (Endhaltestelle) etwa 50 Minuten.